# Karl Winkler
Karl Winkler (ur. 23 października 1899 w Wormacji, zm. 15 czerwca 1960 tamże) – niemiecki piłkarz występujący na pozycji napastnika, a także trener. Brat innego piłkarza, Williego Winklera.

## Kariera piłkarska
W swojej karierze Winkler reprezentował barwy zespołów SV Normannia Pfiffligheim, Wormatia Worms oraz SV Wiesbaden.

## Kariera trenerska
Winkler karierę rozpoczął w Rot-Weiß Oberhausen, grającym w Gaulidze. Po II wojnie światowej prowadził zespoły Oberligi:
Rot-Weiß Oberhausen, Preußen Dellbrück, 1. FC Köln, Schwarz-Weiß Essen oraz Wormatia Worms, a także w międzyczasie Bayer 04 Leverkusen z 2. Oberligi.